# テクニカラー (アルバム)
『テクニカラー』（Tecnicolor）は、ムタンチスが1970年に制作、2000年に発表したアルバム。

## 解説
過去に発表した楽曲の再録と、1970年当時は未発表だった新曲を含む内容。「バチ・マクンバ」「アデウス、マリア・フロー」「朝一番の幸せ」を除いた10曲が英語詞で歌われており、歌詞の英訳はバンド自身により行われた。アルバムは一度お蔵入りとなってしまい、一部の楽曲は4作目のスタジオ・アルバム『ジャルヂン・エレトリコ〜エレクトリック・ガーデン』（1971年）で流用された。そのうち「ヴァージニア」と「サラヴァ」は、『ジャルヂン・エレトリコ〜エレクトリック・ガーデン』にはポルトガル語詞のヴァージョンが収録された。
本作は、ムタンチスが一度解散した後の1999年にデジタル・リマスタリングが施され、2000年に発売された。CDブックレットには、ショーン・レノンが描いたイラストが使用されている。

## 収録曲
1. パニス・エ・シルセンシス - "Panis et Circenses" (Caetano Veloso, Gilberto Gil, Mutantes) - 2:12
2. バチ・マクンバ - "Bat Macumba" (G. Gil, C. Veloso) - 3:16
3. ヴァージニア - "Virginia" (Arnaldo Baptista, Rita Lee, Sérgio Dias) - 3:23
4. シーズ・マイ・シュウ・シュウ - "She's My Shoo Shoo (A Minha Menina)" (Jorge Ben, Mutantes) - 2:52
5. アイ・フィール・リトル・スペースト・アウト - "I Feel a Little Spaced Out (Ando Meio Desligado)" (A. Baptista, S. Dias, R. Lee) - 2:51
6. ベイビー - "Baby" (C. Veloso, Mutantes) - 3:36
7. テクニカラー - "Tecnicolor" (A. Baptista, S. Dias, R. Lee) - 3:54
8. エル・フスティシエロ - "El Justiciero" (A. Baptista, S. Dias, R. Lee) - 3:52
9. アイム・ソーリー、ベイビー - "I'm Sorry Baby (Desculpe, Baby)" (A. Baptista, R. Lee) - 2:42
10. アデウス、マリア・フロー - "Adeus Maria Fulô" (Humberto Teixeira, Sivuca) - 2:39
11. 朝一番の幸せ - "Le Premier Bonheur du Jour" (Jean Renard, Frank Gerald) - 2:46
12. サラヴァ - "Saravah" (A. Baptista, S. Dias, R. Lee) - 2:59
13. パニス・エ・シルセンシス (リプライズ) - "Panis et Circenses (Reprise)" (C. Veloso, G. Gil, Mutantes) - 1:23

## 参加ミュージシャン
- セルジオ・ヂアス - ボーカル、ギター
- アルナルド・バチスタ - ボーカル、キーボード
- ヒタ・リー - ボーカル、キーボード
- リミーニャ - ベース
- ヂーニョ・レーミ - ドラムス、パーカッション